# Instituto de Iberoamérica
El Instituto de Iberoamérica es el centro de investigación y docencia sobre América Latina de la Universidad de Salamanca.

## Historia
El Instituto Universitario de Iberoamérica se creó el 13 de julio de 2011, sobre la base del trabajo realizado en torno al anterior Instituto Interuniversitario de Iberoamérica, que vinculaba a la Universidad de Salamanca y a la Universidad de Valladolid así como también sobre la base del anterior Instituto de Estudios de Iberoamérica y Portugal, que fue creado por decisión de la Junta de Gobierno de la Universidad de Salamanca, el 27 de febrero de 1992, institucionalizándose así los esfuerzos realizados en años anteriores en torno al Foro de Iberoamérica.
El Instituto Universitario de Iberoamérica de la Universidad de Salamanca surge entonces sobre los esfuerzos que se habían hecho en torno a los vínculos tradicionales existentes de la Universidad de Salamanca con las Universidades de América Latina y de Portugal y deseando contribuir al mayor y mejor conocimiento de nuestras sociedades. El Instituto fue concebido como uno de los instrumentos de cooperación y conocimiento que pretendían impulsar las Cumbres Iberoamericanas y las relaciones de cooperación y diálogo político y académico entre América y Europa. El Instituto ha sido dirigido por diversos profesores de la Universidad de Salamanca como Ángel San Juan (1992-1993), Manuel Alcántara Sáez (1993-2007), Miguel Carrera Troyano (2007-2012), Flavia Freidenberg (2012-2015), Mercedes García Montero (2015-2019) y, en la actualidad, Francisco Sánchez (desde junio de 2019).
El Instituto ha contado con el apoyo de la Organización de los Estados Americanos; del Programa de Naciones Unidas para el Desarrollo; la Agencia Española de Cooperación Internacional para el Desarrollo (AECID), de la Unión Europea, de la Secretaría General Iberoamericana, de la Fundación Carolina, de la Junta y las Cortes de Castilla y León, de Caja España, de la Fundación Patiño y del Programa Alban (Comisión Europea), recibiendo en su sede a numerosos becarios internacionales de diferentes programas europeos y americanos.
Desde su creación, el Instituto de Iberoamérica ha formado parte de diversas redes internacionales y ha alojado en sus instalaciones órganos de gestión de diversas asociaciones y organizaciones de estudios latinoamericanos europeos e internacionales. Por ejemplo, la Secretaría Ejecutiva de la Asociación Latinoamericana de Ciencia Política de 2002 a 2008; la Secretaría del Consejo Español de Estudios Iberoamericanos hasta 2013; la Comisión Directiva del Consejo Europeo de Investigaciones Sociales de América Latina (CEISAL), donde ejerció la Vicepresidencia desde abril de 2007 hasta junio de 2010 y su Presidencia desde 2010 a 2013 y la Presidencia de la ULEPICC desde 2013. Desde 2015, el Instituto es miembro del Consejo Latinoamericano de Ciencias Sociales (CLACSO).
El Instituto ha organizado numerosas actividades durante su desarrollo como I Congreso Europeo de Latinoamericanistas en junio de 1996, el IV Congreso de la Asociación Española de Ciencia Política en 1998; el I Congreso de la Asociación Latinoamericana de Ciencia Política en 2002 y el Congreso Internacional de la Sociedad Mexicana de Estudios Electorales en 2009. Además, también ha organizado Seminarios Internacionales sobre Partidos Políticos (1999), Etnicidad, Descentralización y Gobernabilidad (2004), Bolivia (2004), Nicaragua (2004); Chile (2005), Ciudadanos vs. Partidos (2007); Sistemas de partidos multinivel y calidad de la democracia (2012) y Ecuador (2013). El Instituto ha sido sede además de la reunión del Taller de Trabajo de la REDGOB en mayo de 2005, con el apoyo del Banco Interamericano de Desarrollo; del Proyecto Ciudadanía 2.0, junto a la Secretaría General Iberoamericana, en el marco del cual se llevaron a cabo 7 Talleres de Debate 2.0 [Salamanca, Santo Domingo, Quito, Córdoba, Sao Paulo, Montevideo y Florencia] y un Seminario Internacional de Jóvenes Investigadores "Transformando América Latina", en el que participaron investigadores de más de 14 países de Iberoamérica.
Recientemente, el Instituto de Iberoamérica ha organizado la Escuela de Observación Electoral y el Foro Internacional "Mujeres, política y democracia. Rompiendo los techos de cristal en América Latina".

## Programas Académicos de Posgrado

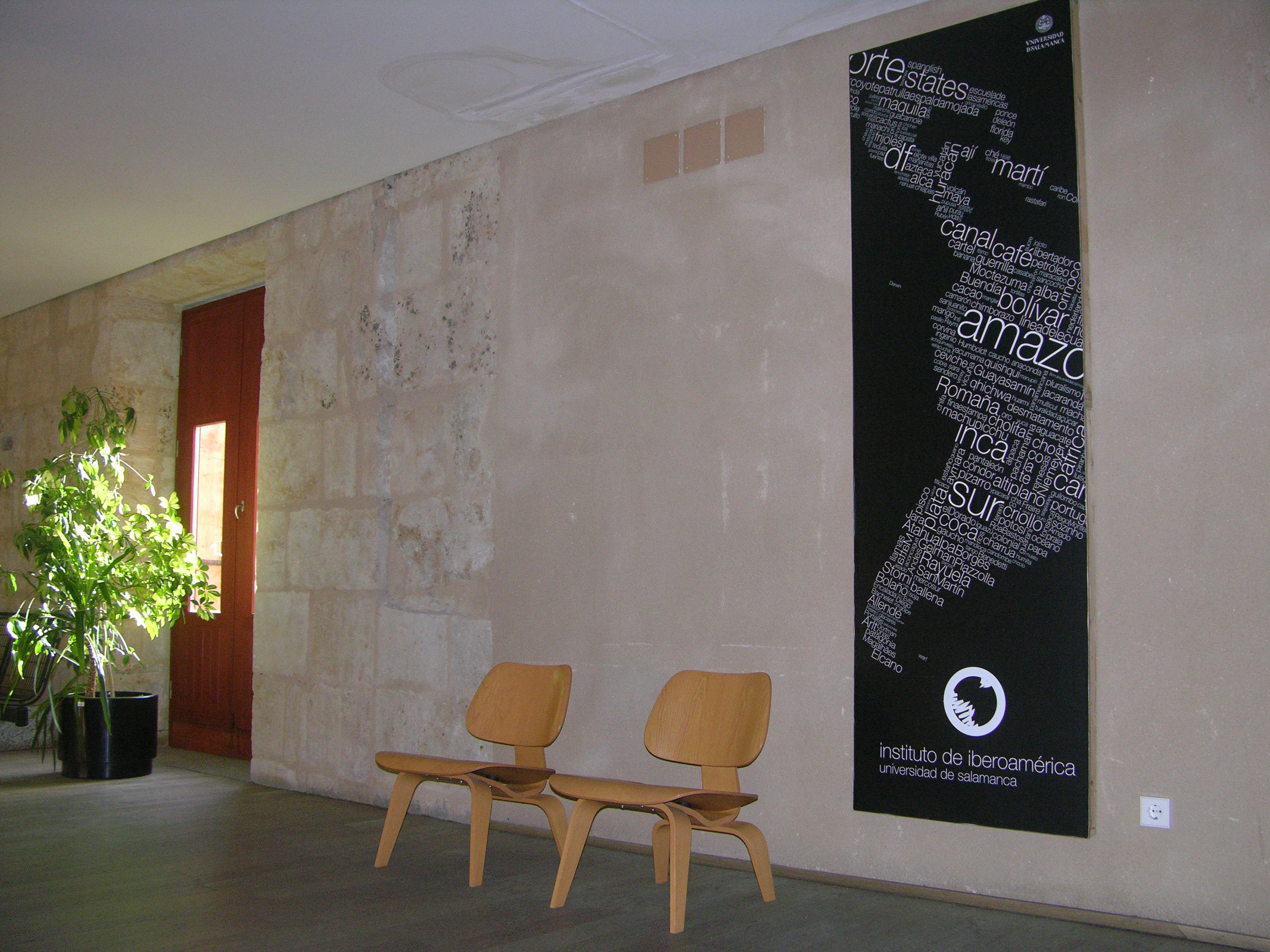
Instituto de Iberoamérica (Universidad de Salamanca)

En el Instituto se imparten diversos programas docentes de posgrado como el Máster Universitario de Estudios Latinoamericanos, de carácter multidisciplinar y el más longevo en su tipo en toda España; el Máster Internacional en Estudios Latinoamericanos, junto a la Universidad de Nouvelle Sorbonne París 3, la de Viena y la de Varsovia; el Máster InterUniversitario de Cooperación Internacional al Desarrollo,  que se imparte junto a las Universidades de Valladolid, León y Burgos y el Máster de Antropología Iberoamericana. Asimismo, el Instituto imparte el Doctorado en Estudios Latinoamericanos y el Doctorado en Ciencias Sociales, ambos de la Universidad de Salamanca. Además, el Instituto ha participado activamente en el Programa de Doctorado en Procesos Políticos Contemporáneos, junto al Área de Ciencia Política y de la Administración y el Departamento de Economía Aplicada de la Universidad de Salamanca.
La oferta de posgrado cuenta con la posibilidad de realización de cursos cortos como los que integran el Programa de Estudios Abiertos, en el que cada año se ofrecen cerca de 20 cursos de divulgación de los más diversos temas vinculados al conocimiento de América Latina.

## Actividades
Con sede en la Hospedería de Fonseca, el Instituto se concibe como el foro permanente de la Universidad de Salamanca de investigación y enseñanza de postgrado, de divulgación y publicación, y catalizador de las diferentes expresiones de los Departamentos de la Universidad y de la sociedad para con la realidad de los países latinoamericanos.
Durante cada curso académico, el Instituto realiza diferentes tipos de actividades: conferencias, mesas redondas, presentaciones de libros, Seminarios Internacionales, cursos cortos bajo el Programa Estudios Abiertos (PEA), sesiones del Seminario de Investigación, Cursos de Especialización, organización de Congresos en los que el Instituto forma parte y proyecciones de documentales.
También es el Editor de la revista de ciencias sociales América Latina Hoy, junto a Ediciones Universidad de Salamanca, y gestiona un blog donde se presentan resultados y diseños de investigaciones, alimentado cada semana por investigadores nacionales e internacionales, sobre una multitud de temas (el Blog ConDistintosAcentos).

### Foro Internacional: Mujeres, política y democracia. Rompiendo los techos de cristal en América Latina
Se celebró entre los días 23 y 28 de marzo, de 2014 en Salamanca. Fue organizado en colaboración con Departamento para la Cooperación y Observación Electoral de la Organización de los Estados Americanos y el Centro de Estudios Federales y Electorales de la Universidad Nacional de General San Martín. En el Foro Internacional participaron más de 150 investigadores, estudiantes, funcionarios electorales, periodistas, miembros de los organismos internacionales y de la cooperación de más de 14 países de Europa y América.
El objetivo de dicho Foro fue generar un espacio de reflexión sobre las barreras de la participación y la representación de las mujeres en América Latina. El mismo incluyó diversas actividades, desde conferencias magistrales, pasando por workshops hasta un Simposio de Investigación, bajo el tema “Igualdad de Género, instituciones y calidad de la democracia en América Latina: ¿cuánto hemos avanzado y hacia dónde vamos?”.
El Foro contó con el apoyo del Programa de Naciones Unidas para el Desarrollo (PNUD) (de las oficinas de Panamá, Uruguay, Argentina, Colombia, la Regional y el Proyecto America Genera), IDEA Internacional, la Comisión Interamericana de Mujeres (CIM) de la OEA, Netherlands Institute for Multiparty Democracy (NIMD), la Sociedad Argentina de Análisis Político (SAAP), ONU Mujeres, la Unidad de la Igualdad (USAL), el Tribunal Electoral del Poder Judicial de la Federación y el Instituto Federal Electoral de México.

### Escuela de Observación Electoral
El Instituto de Iberoamérica y el Departamento para la Cooperación y Observación Electoral de la Secretaría de Asuntos Políticos de la Organización de Estados Americanos, en colaboración con el Instituto Federal Electoral (México), el Centro Carter (Estados Unidos), la Sociedad Argentina de Análisis Político y la Fundación Chile-España/Cátedra Chile (Chile-España), organizaron la primera Escuela de Observación Electoral que tuvo lugar entre el 17 y el 21 de junio de 2013 en Salamanca. En ella participaron cerca de 100 profesores, especialistas en observación electoral, profesionales de organizaciones internacionales, periodistas y estudiantes de Europa, Asia y América Latina.
El objetivo de la Escuela ha sido capacitar a potenciales observadores en las herramientas básicas para participar en una Misión de Observación Electoral y entrenarlos para desarrollar con éxito las distintas tareas que supone una Misión. Para eso se ofreció un intenso programa de conferencias, seminarios y workshops.

### Seminario Internacional: "Sistemas de partidos multinivel y democracia en América Latina"
El 3 de diciembre de 2012 se llevó a cabo el Seminario Internacional "Sistemas de Partidos Multinivel y democracia en América Latina", en el marco del Proyecto de Investigación I+D+I, financiado por el Ministerio de Ciencia e Innovación (MICINN) de España y adscrito al Instituto de Iberoamérica de la Universidad de Salamanca. En el mismo participaron los investigadores del Proyecto "Sistemas de partidos subnacionales y calidad de la democracia en América Latina" [SISPSUB], que fue financiado por el Ministerio de Ciencia e Innovación de España entre 2010-2012.

### IX Congreso Internacional de Antropología Iberoamericana
El Instituto de Iberoamérica coorganizó el XIX Congreso Internacional de Antropología Iberoamericana que se celebró del 8 al 10 de mayo de 2012 en el Centro de Estudios Brasileños (CEB) de la Universidad de la Universidad de Salamanca. El título de esta edición era "Representaciones, Rituales e Imaginarios Religiosos y Profanos en Iberoamérica". El Congreso se desarrolló con Mesas de trabajo, Conferencias y Presentaciones de libros.

### Seminario sobre "Opiniones de la Élite Parlamentaria y de los Ciudadanos en América Latina"
Los días 12 y 13 de diciembre de 2011 tuvo lugar en el Instituto de Iberoamérica de la Universidad de Salamanca un seminario centrado en el análisis comparado de datos de opinión en América Latina: opiniones de la élite parlamentaria procedente del proyecto Elites Parlamentarias Latinoamericanas (PELA) de la Universidad de Salamanca y Opinión Pública del Barómetro de las Américas(LAPOP) de la Universidad de Vanderbilt. En el mismo participaron profesores e investigadores procedentes de diversas universidades e instituciones nacionales e internacionales.

### Seminario de Jóvenes Investigadores: Ciudadanía 2.0 – transformando Iberoamérica
Ciudadanía 2.0 - transformando Iberoamérica organizó la primera experiencia de "Taller de Debate Salamanca 2.0" el lunes 23 de mayo de 2011 en Salamanca. El Taller se replicó en seis ciudades de América Latina [Florencia, Quito, Sao Paulo, Córdoba, Montevideo y también se repitió en Salamanca con estudiantes de la República Dominicana]  y se enmarcó en una serie de actividades preparatorias de la XXI Cumbre Iberoamericana de Jefes de Estado y de Gobierno que se llevó a cabo en Asunción de Paraguay, los días 28 y 29 de octubre de 2011.
En cada uno de los Talleres, los participantes elaboraron un "Documento de Recomendaciones" donde establecieron entre todos una serie de ejes y sugerencias concretas para la "Transformación del Estado y desarrollo" y que se entregó en la XXI Cumbre Iberoamericana en Paraguay. El conjunto de esas Recomendaciones se entregaron al Secretario General Iberoamericano, Don Enrique Iglesias.
El Proyecto Ciudadanía 2.0 fue una iniciativa de la Secretaría General Iberoamericana (SEGIB), quién junto al Instituto de Iberoamérica de la Universidad de Salamanca, buscaban fomentar la participación y deliberación de la ciudadanía y, especialmente, los jóvenes iberoamericanos en los temas de la Cumbre. Desde entonces, el Proyecto Ciudadanía 2.0 esta todavía activo.

### Simposio Internacional “LosBRICs: Brasil, potencia emergente”
El 7 y 8 de abril de 2011 se impartió el Simposio Internacional “Los BRICs. Brasil potencia emergente” en la Universidad de Salamanca. Ha sido organizado por el Instituto de Iberoamérica, por el Centro de Estudios Brasileños de la Universidad de Salamanca y el Instituto de Latinoamérica de la Academia de Ciencias de Rusia con el apoyo del Consejo Europeo de Investigaciones Sociales de América Latina (CEISAL).
En cada uno de los años entre los Congresos, CEISAL convoca Simposios Internacionales sobre temas específicos y relevantes dentro del trabajo de los latinoamericanistas europeos. El Simposio Internacional de Salamanca 2011 constituyó la continuación de esta dinámica.
El CEISAL convocó entonces a todos los investigadores interesados a este Simposio Internacional que analizó el nuevo papel de las potencias emergentes Brasil, Rusia, India y China (BRICs), con una especial atención a Brasil y a la relación de estas potencias con América Latina.
En este Simposio Internacional se desarrollarán sesiones plenarias con conferencias y mesas redondas a cargo de expertos en cada uno de los temas, así como sesiones paralelas abiertas a las propuestas de ponencias por parte de investigadores que estudien Brasil y la relación de América Latina con los BRICs.